# Cible (escrime)
Pour les articles homonymes, voir Cible.
Une cible désigne une zone valable. Le nom des cibles et leurs emplacements varient suivant l'arme.

## Fleuret

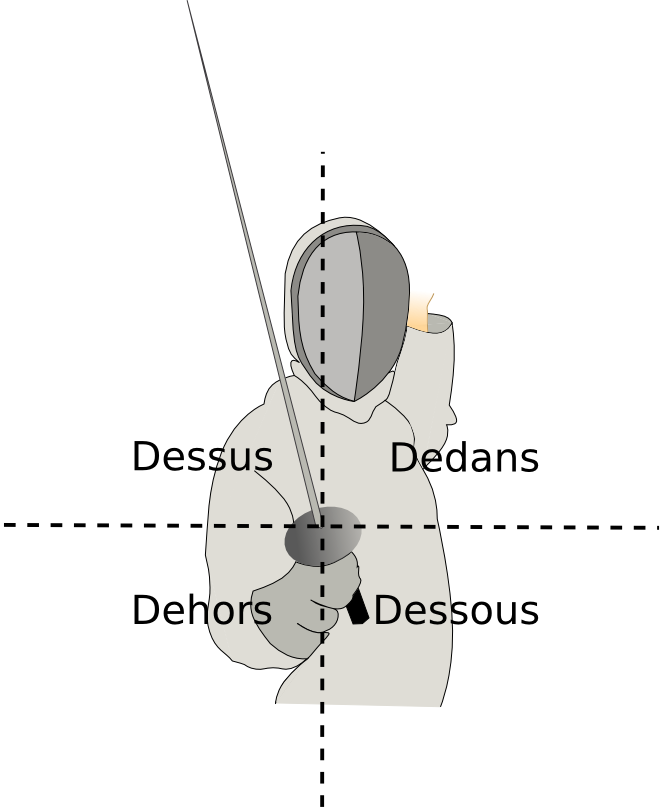
Les cibles au fleuret

Les cibles au fleuret sont au nombre de quatre et partagent en quadrant le buste et le dos du fleuretiste. Dans la pratique, on confond souvent cible et position de main en associant à chaque cible sa parade. Explorons donc un peu mieux les différentes cibles.

### Dessus
Les cibles se définissent par rapport à la position de garde classique : la sixte. La sixte protège en fait la cible de dessus.

### Dedans
C'est la cible qui est à l'intérieur, celle qui contient le cœur pour les droitiers. Les parades associées à cette cible sont la parade de quarte ou la prime.

### Dehors
C'est une cible située à l'extérieur. Cette cible est en fait située sous la sixte. Les parades associées à cette cible sont la parade d'octave ou de seconde.

### Dessous
C'est une cible souvent négligée, car la plus éloignée, mais c'est également une cible difficile à défendre. Celle-ci est située sous la cible dedans. La parade associée est la parade de septime.